# Multispirina
Multispirina es un género de foraminífero bentónico de la familia Alveolinidae, de la superfamilia Alveolinoidea, del suborden Miliolina y del orden Miliolida. Su especie tipo es Multispirina iranensis. Su rango cronoestratigráfico abarca el Cenomaniense (Cretácico superior).

## Clasificación
Multispirina incluye a la siguiente especie:
- Multispirina iranensis †